# Hồ Erie

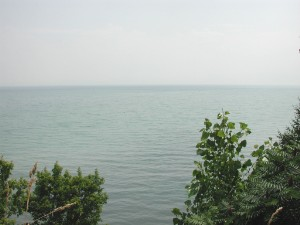
Hồ Erie, nhìn về phía nam từ dốc nông thôn cao gần Leamington, Ontario

Hồ Erie (tiếng Pháp: lac Érié; tiếng Anh Lake Erie, phát âm như "I-ri"), kề cận về phía bắc với tỉnh Ontario (Canada), về phía nam với các tiểu bang Mỹ Ohio, Pennsylvania, và New York, và về phía tây với tiểu bang Michigan, là hồ nhỏ nhất theo thể tích và nông nhất của Ngũ Đại Hồ ở Bắc Mỹ. Hồ này có tên của người Erie, bộ lạc thổ dân sống dọc theo bờ hồ về phía nam trước khi người Âu Châu tới vùng này.

## Địa lý
Hồ Erie nói riêng là hồ tự nhiên lớn thứ 13 trên thế giới, khi tính vào hai biển Caspi và Aral. Nó có diện tích mặt nước là 25.700 km² (tức là 9.910 dặm vuông) và độ sâu trung bình là 19 m (62 foot), và nó chứa đựng 484 km³ nước (116 dặm khối nước). Để so sánh, hồ Superior có độ sâu trung bình là 147 m (483 foot), thể tích là 12.100 km³ (2.900 dặm khối), và đường bờ hồ kéo dài 4.385 km (2.726 dặm).

Hồ Erie và các Ngũ Đại Hồ

Hồ Erie có độ cao 173 m (569 foot) trên mặt biển. Nó dài 388 km (241 dặm) và ngang 92 km (57 dặm). Độ sâu trung bình của nó là 19 m (62 foot) và độ sâu cực đại là 64 m (210 foot). Phần tây, tức là ¼ của diện tích nông hơn với độ sâu trung bình là 13 m (42 foot) và độ sâu cực đại là 19 m (62 foot). Cái hay là độ sâu của hồ này ít hơn độ cao của thác Niagara, tức là cả hồ này sẽ bị cạn hoàn toàn khi thác nước đó cuối cùng bị ăn mòn tới cửa hồ.
Phần lớn nước của hồ Erie chảy từ sông Detroit (từ hồ Huron và hồ Saint Clair) và chảy tiếp theo sông Niagara và thác Niagara vào hồ Ontario. Các tàu có thể lái xuôi dòng bằng kênh Welland, một phần của Đường biển Saint Lawrence. Các nhánh sông quan trọng kia của hồ Erie bao gồm sông Grand, sông Raisin, sông Huron, sông Maumee, sông Sandusky, và sông Cuyahoga.
Ba tiểu bang Mỹ Ohio, Pennsylvania, và New York nằm về phía nam của hồ Erie; Michigan về phía tây, và tỉnh Ontario (Canada) về phía bắc. Vườn Quốc gia mũi Pelee, nơi cực nam của đất liền Canada, thuộc bán đảo nhô ra hồ. Vài đảo nằm ở phần tây của hồ; mỗi đảo này thuộc về Ohio trừ ra đảo Pelee của Ontario.

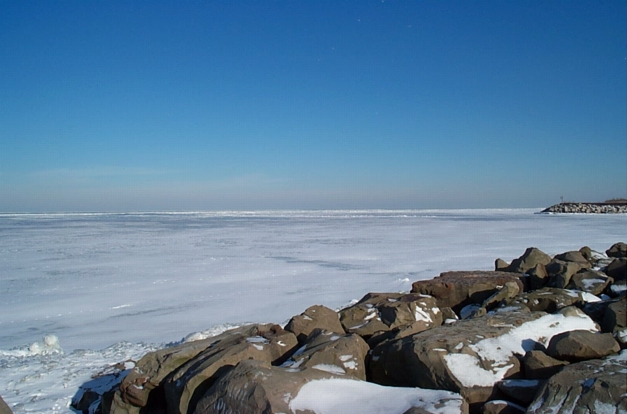
Hồ Erie bị đóng đá vào mùa đông, nhìn từ Cleveland

Các thành phố Buffalo, New York; Erie, Pennsylvania; Toledo, Ohio; Monroe, Michigan; và Cleveland, Ohio ven bờ biển của hồ Erie. Nó là hồ cuối cùng của Ngũ Đại Hồ được người Pháp tìm ra, sau khi họ theo những nhánh sông của hồ Ontario và khuân xuồng qua hồ Huron.

## Địa chất
Hồ Erie có thời gian giữ nước là 2,6 năm, thời gian ngắn nhất của các Ngũ Đại Hồ.

### Các đảo trên hồ Erie
- Đảo Gà Lớn (Big Chicken Island)
- Đảo Gà con (Chick Island)
- Đảo Em Đông (East Sister Island)
- Đảo Gibraltar
- Đảo Green
- Đảo Gull
- Đảo Gà mái (Hen Island)
- Đảo Johnson
- Đảo Kelley

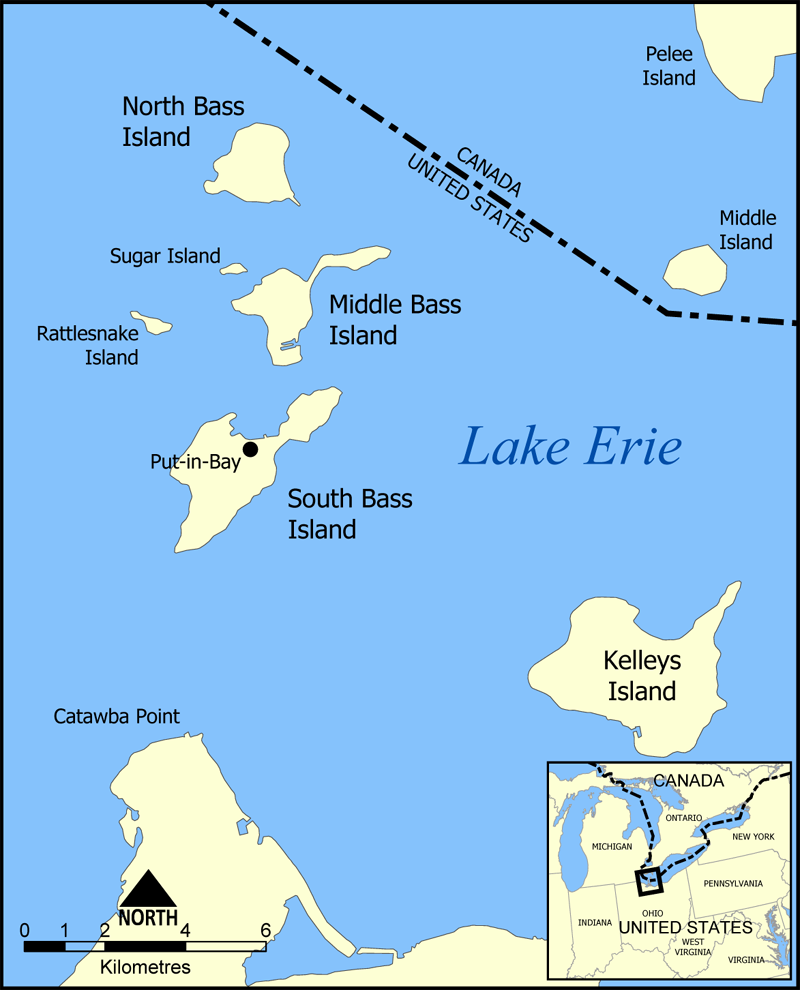
Bản đồ của một số đảo trên hồ Erie

- Đảo Gà Nhỏ (Little Chicken Island)
- Đảo Lost Ballast
- Đảo Trung (Middle Island)
- Đảo Bass Trung (Middle Bass Island)
- Đảo Em Trung (Middle Sister Island)
- Đảo Chuột (Mouse Island)
- Đảo Bass Bắc (North Bass Island)
- Đảo Cảng Bắc (North Harbour Island)
- Đảo Pelee
- Đảo Rắn chuông (Rattlesnake Island)
- Đảo Bass Nam (South Bass Island)
- Đảo Starve
- Đảo Đường (Sugar Island)
- Đảo Rùa (Turtle Island)
- Đảo Em Tây (West Sister Island)

## Lịch sử
Năm 1813, Trận hồ Erie dẫn ra trên hồ này giữa Hải quân Hoa Kỳ và Hải quân Hoàng gia của Vương quốc Anh trong Chiến tranh năm 1812. Sĩ quan chỉ huy Oliver Hazard Perry được nổi tiếng vì trận này.
Hồ Erie là hồ cạn nhất của các Ngũ Đại Hồ và được nổi tiếng vào thập niên 1960 và 1970 vì bị ô nhiễm. Dân ở vùng đấy thường miêu tả nó là hồ chết, nhưng đánh cá thể thao và thương mại vẫn tiếp tục đến ngày nay. Vụ ô nhiễm ở hồ không được nổi tiếng đến Vụ cháy sông Cuyahoga vào tháng 6 năm 1969. Ô nhiễm từ Cleveland và những thành phố khác của Ohio đã làm nhánh sông này của hồ Erie bẩn với chất hóa dầu đến độ mà nó cháy tự nó. Vụ cháy này làm chính phủ tiểu bang mắc cỡ và bắt Quốc hội Hoa Kỳ phải thông qua Đạo luật Nước sạch.